# Kotzenalm (Eben am Achensee)
Die Kotzenalm ist eine abgelegene Alm im Karwendel auf 1771 m ü. A. Sie liegt nördlich in einem Almkessel, der von Mantschen, Montscheinspitze und Kotzen gebildet wird. Im Almkessel entspringt der Hinterschleimsbach.
Aufgrund ihrer Lage ist die Alm nur durch die Dürrachklamm und einen schmalen Steig erreichbar.